# Мастерс Рим
Міжнародний чемпіонат Італії — щорічний тенісний турнір, який проводиться в Римі, Італія. Чоловіча частина турніру має статус ATP Мастерс 1000, жіноча частина належить до турнірів Прем'єр 5. Турніри проводяться на окремих тижнях в травні. До 2002 турнір був відомий під назвою Italian Open, нині назва включає головного спонсора чемпіонату — Internazionali BNL d'Italia.
Італійський тенісний чемпіонат уперше був проведений в 1930 в Мілані, де і грався до 1934, в 1935 був переведений до Рима на корти Італійського форуму (Foro Italico). Чемпіонат не проводився в період з 1936 по 1949. У 1950 змагання поновилися. З 1969 турнір став «відкритим», тобто доступним для професіоналів.

## Усі фінали

### Чоловіки. Одиночний розряд
| Рік       | Чемпіони                | Фіналісти              | Рахунок                                |
| --------- | ----------------------- | ---------------------- | -------------------------------------- |
| 1930      | Білл Тілден             | Уберто де Морпурго     | 6–1, 6–1, 6–2                          |
| 1931      | Пет Г'юз                | Анрі Коше              | 6–4, 6–3, 6–2                          |
| 1932      | Андре Мерлен            | Пет Г'юз               | 6–1, 5–7, 6–0, 8–6                     |
| 1933      | Емануеле Сарторіо       | Андре Мартен-Леже      | 6–3, 6–1, 6–3                          |
| 1934      | Джованні Пальмієрі      | Джорджо де Стефані     | 6–3, 6–0, 7–5                          |
| 1935      | Вілмер Гайнс            | Джованні Пальмієрі     | 6–3, 10–8, 9–7                         |
| 1936–1949 | Не проводився           | Не проводився          | Не проводився                          |
| 1950      | Ярослав Дробний         | Білл Талберт           | 6–4, 6–3, 7–9, 6–2                     |
| 1951      | Ярослав Дробний (2)     | Джованні Кучеллі       | 6–1, 10–8, 6–0                         |
| 1952      | Френк Седжмен           | Ярослав Дробний        | 7–5, 6–3, 1–6, 6–4                     |
| 1953      | Ярослав Дробний (3)     | Лью Гоуд               | 6–2, 6–1, 6–2                          |
| 1954      | Бадж Петті              | Енріке Мореа           | 11–9, 6–4, 6–4                         |
| 1955      | Фаусто Гардіні          | Джузеппе Мерло         | 1–6, 6–1, 3–6, 6–6 (Відмова)           |
| 1956      | Лью Гоуд                | Свен Давідсон          | 7–5, 6–2, 6–0                          |
| 1957      | Нікола П'єтранджелі     | Джузеппе Мерло         | 8–6, 6–2, 6–4                          |
| 1958      | Мервін Роуз             | Нікола П'єтранджелі    | 5–7, 8–6, 6–4, 1–6, 6–2                |
| 1959      | Луїс Аяла               | Ніл Фрейзер            | 6–3, 3–6, 6–3, 6–3                     |
| 1960      | Баррі Маккей            | Луїс Аяла              | 7–5, 7–5, 0–6, 0–6, 6–1                |
| 1961      | Нікола П'єтранджелі (2) | Род Лейвер             | 6–8, 6–1, 6–1, 6–2                     |
| 1962      | Род Лейвер              | Рой Емерсон            | 6–2, 1–6, 3–6, 6–3, 6–1                |
| 1963      | Мартін Малліган         | Боро Йованович         | 6–2, 4–6, 6–3, 8–6                     |
| 1964      | Ян-Ерік Лундквіст       | Фред Столл             | 1–6, 7–5, 6–3, 6–1                     |
| 1965      | Мартін Малліган (2)     | Мануель Сантана        | 1–6, 6–4, 6–3, 6–1                     |
| 1966      | Тоні Роч                | Нікола П'єтранджелі    | 11–9, 6–1, 6–3                         |
| 1967      | Мартін Малліган (3)     | Тоні Роч               | 6–3, 0–6, 6–4, 6–1                     |
| 1968      | Том Оккер               | Боб Г'юїтт             | 10–8, 6–8, 6–1, 1–6, 6–0               |
| 1969      | Джон Ньюкомб            | Тоні Роч               | 6–3, 4–6, 6–2, 5–7, 6–3                |
| 1970      | Іліє Настасе            | Ян Кодеш               | 6–3, 1–6, 6–3, 8–6                     |
| 1971      | Род Лейвер (2)          | Ян Кодеш               | 7–5, 6–3, 6–3                          |
| 1972      | Мануель Орантес         | Ян Кодеш               | 4–6, 6–1, 7–5, 6–2                     |
| 1973      | Іліє Настасе (2)        | Мануель Орантес        | 6–1, 6–1, 6–1                          |
| 1974      | Б'єрн Борг              | Іліє Настасе           | 6–3, 6–4, 6–2                          |
| 1975      | Рауль Рамірес           | Мануель Орантес        | 7–6, 7–5, 7–5                          |
| 1976      | Адріано Панатта         | Гільєрмо Вілас         | 2–6, 7–6, 6–2, 7–6                     |
| 1977      | Вітас Ґерулайтіс        | Тоніно Цугареллі       | 6–2, 7–6, 3–6, 7–6                     |
| 1978      | Б'єрн Борг (2)          | Адріано Панатта        | 1–6, 6–3, 6–1, 4–6, 6–3                |
| 1979      | Вітас Герулайтіс (2)    | Гільєрмо Вілас         | 6–7, 7–6, 6–7, 6–4, 6–2                |
| 1980      | Гільєрмо Вілас          | Яннік Ноа              | 6–0, 6–4, 6–4                          |
| 1981      | Хосе Луїс Клерк         | Віктор Печчі           | 6–3, 6–4, 6–0                          |
| 1982      | Андрес Гомес            | Еліот Телчер           | 6–2, 6–3, 6–2                          |
| 1983      | Джиммі Аріес            | Хосе Їгерас            | 6–2, 6–7, 6–1, 6–4                     |
| 1984      | Андрес Гомес (2)        | Аарон Крікстейн        | 2–6, 6–1, 6–2, 6–2                     |
| 1985      | Яннік Ноа               | Мілослав Мечирж        | 6–3, 3–6, 6–2, 7–6                     |
| 1986      | Іван Лендл              | Еміліо Санчес Вікаріо  | 7–5, 4–6, 6–1, 6–1                     |
| 1987      | Матс Віландер           | Мартін Хайте           | 6–3, 6–4, 6–4                          |
| 1988      | Іван Лендл (2)          | Гільєрмо Перес Рольдан | 2–6, 6–4, 6–2, 4–6, 6–4                |
| 1989      | Альберто Манчіні        | Андре Агассі           | 6–3, 4–6, 2–6, 7–6, 6–1                |
| 1990      | Томас Мустер            | Андрій Чесноков        | 6–1, 6–3, 6–1                          |
| 1991      | Еміліо Санчес Вікаріо   | Альберто Манчіні       | 6–3, 6–1, 3–0 (Відмова)                |
| 1992      | Джим Кур'є              | Карлос Коста           | 7–6, 6–0, 6–4                          |
| 1993      | Джим Кур'є (2)          | Горан Іванишевич       | 6–1, 6–2, 6–2                          |
| 1994      | Піт Сампрас             | Борис Бекер            | 6–1, 6–2, 6–2                          |
| 1995      | Томас Мустер (2)        | Серхі Бругера          | 3–6, 7–6(7–5), 6–2, 6–3                |
| 1996      | Томас Мустер (3)        | Ріхард Крайчек         | 6–2, 6–4, 3–6, 6–3                     |
| 1997      | Алекс Корретха          | Марсело Ріос           | 7–5, 7–5, 6–3                          |
| 1998      | Марсело Ріос            | Альберт Коста          | walkover                               |
| 1999      | Густаво Куертен         | Патрік Рафтер          | 6–4, 7–5, 7–6(8–6)                     |
| 2000      | Магнус Норман           | Густаво Куертен        | 6–3, 4–6, 6–4, 6–4                     |
| 2001      | Хуан Карлос Ферреро     | Густаво Куертен        | 3–6, 6–1, 2–6, 6–4, 6–2                |
| 2002      | Андре Агассі            | Томмі Гаас             | 6–3, 6–3, 6–0                          |
| 2003      | Фелікс Мантілья         | Роджер Федерер         | 7–5, 6–2, 7–6(10–8)                    |
| 2004      | Карлос Моя              | Давід Налбандян        | 6–3, 6–3, 6–1                          |
| 2005      | Рафаель Надаль          | Гільєрмо Кор'я         | 6–4, 3–6, 6–3, 4–6, 7–6(8–6)           |
| 2006      | Рафаель Надаль (2)      | Роджер Федерер         | 6–7(0–7), 7–6(7–5), 6–4, 2–6, 7–6(7–5) |
| 2007      | Рафаель Надаль (3)      | Фернандо Гонсалес      | 6–2, 6–2                               |
| 2008      | Новак Джокович          | Стен Вавринка          | 4–6, 6–3, 6–3                          |
| 2009      | Рафаель Надаль (4)      | Новак Джокович         | 7–6(7–2), 6–2                          |
| 2010      | Рафаель Надаль (5)      | Давид Феррер           | 7–5, 6–2                               |
| 2011      | Новак Джокович (2)      | Рафаель Надаль         | 6–4, 6–4                               |
| 2012      | Рафаель Надаль (6)      | Новак Джокович         | 7–5, 6–3                               |
| 2013      | Рафаель Надаль (7)      | Роджер Федерер         | 6–1, 6–3                               |
| 2014      | Новак Джокович (3)      | Рафаель Надаль         | 4–6, 6–3, 6–3                          |
| 2015      | Новак Джокович (4)      | Роджер Федерер         | 6–4, 6–3                               |
| 2016      | Енді Маррей             | Новак Джокович         | 6–3, 6–3                               |
| 2017      | Александр Зверєв        | Новак Джокович         | 6–4, 6–3                               |
| 2018      | Рафаель Надаль (8)      | Александр Зверєв       | 6–1, 1–6, 6–3                          |
| 2019      | Рафаель Надаль (9)      | Новак Джокович         | 6–0, 4-6, 6–1                          |
| 2020      | Новак Джокович (5)      | Дієго Шварцман         | 7–5, 6–3                               |
| 2021      | Рафаель Надаль (10)     | Новак Джокович         | 7–5, 1–6, 6–3                          |
| 2022      | Новак Джокович (6)      | Стефанос Ціціпас       | 6–0, 7–6(7–5)                          |
| 2023      | Данило Медведєв         | Гольґер Руне           | 7–5, 7–5                               |
| 2024      | Александр Зверєв        | Ніколас Джаррі         | 6–4, 7–5                               |
| 2025      | Карлос Алькарас         | Яннік Сіннер           | 7–6(7–5), 6–1                          |

### Одиночний розряд. Жінки
| Рік       | Чемпіони                   | Фіналісти              | Рахунок            |
| --------- | -------------------------- | ---------------------- | ------------------ |
| 1930      | Лілі де Альварес           | Луча Валеріо           | 3–6, 8–6, 6–0      |
| 1931      | Луча Валеріо               | Дороті Ендрюс-Берк     | 2–6, 6–2, 6–2      |
| 1932      | Іда Адамовв                | Луча Валеріо           | 6–4, 7–5           |
| 1933      | Елізабет Раян              | Іда Адамофф            | 6–1, 6–1           |
| 1934      | Гелен Джейкобс             | Луча Валеріо           | 6–3, 6–0           |
| 1935      | Гільде Кравінкель-Сперлінг | Луча Валеріо           | 6–4, 6–1           |
| 1936–1949 | Не проводився              | Не проводився          | Не проводився      |
| 1950      | Аннеліс Ульштейн-Боссі     | Джоан Керрі            | 6–4, 6–4           |
| 1951      | Доріс Гарт                 | Ширлі Фрай             | 6–3, 8–6           |
| 1952      | Сьюзен Партрідж            | Пет Гаррісон           | 6–3, 7–5           |
| 1953      | Доріс Гарт (2)             | Морін Конноллі         | 4–6, 9–7, 6–3      |
| 1954      | Морін Конноллі             | Патрісія Ворд          | 6–3, 6–0           |
| 1955      | Патрісія Ворд              | Еріка Воллмер          | 6–4, 6–3           |
| 1956      | Алтея Гібсон               | Жужа Кермеці           | 6–3, 7–5           |
| 1957      | Ширлі Блумер Брашер        | Дороті Гед Ноуд        | 1–6, 9–7, 6–2      |
| 1958      | Марія Буено                | Лоррен Коглан          | 3–6, 6–3, 6–3      |
| 1959      | Крістін Труман             | Сандра Рейнольдс       | 6–0, 6–1           |
| 1960      | Жужа Кермеці               | Енн Гейдон             | 6–4, 4–6, 6–1      |
| 1961      | Марія Буено (2)            | Леслі Тернер           | 6–4, 6–4           |
| 1962      | Маргарет Сміт              | Марія Буено            | 8–6, 5–7, 6–4      |
| 1963      | Маргарет Сміт (2)          | Леслі Тернер           | 6–3, 6–4           |
| 1964      | Маргарет Сміт (3)          | Леслі Тернер           | 6–1, 6–1           |
| 1965      | Марія Буено (3)            | Ненсі Річі             | 6–1, 1–6, 6–3      |
| 1966      | Енн Гейдон-Джонс           | Аннетт ван Зіль        | 8–6, 6–1           |
| 1967      | Леслі Тернер               | Марія Буено            | 6–3, 6–3           |
| 1968      | Леслі Тернер (2)           | Маргарет Корт          | 2–6, 6–2, 6–3      |
| 1969      | Джулі Гелдман              | Керрі Мелвілл          | 7–5, 6–3           |
| 1970      | Біллі Джин Кінг            | Джулі Гелдман          | 6–1, 6–3           |
| 1971      | Вірджинія Вейд             | Гельга Ніссен Мастгофф | 6–4, 6–4           |
| 1972      | Лінда Туеро                | Ольга Морозова         | 6–4, 6–3           |
| 1973      | Івонн Гулагонг             | Кріс Еверт             | 7–6, 6–0           |
| 1974      | Кріс Еверт                 | Мартіна Навратілова    | 6–3, 6–3           |
| 1975      | Кріс Еверт (2)             | Мартіна Навратілова    | 6–1, 6–0           |
| 1976      | Міма Яушовець              | Леслі Гант             | 6–1, 6–3           |
| 1977      | Джанет Ньюберрі            | Рената Томанова        | 6–3, 7–6           |
| 1978      | Регіна Маршикова           | Вірджинія Рузічі       | 7–5, 7–5           |
| 1979      | Трейсі Остін               | Сільвія Ганіка         | 6–4, 1–6, 6–3      |
| 1980      | Кріс Еверт (3)             | Вірджинія Рузічі       | 5–7, 6–2, 6–2      |
| 1981      | Кріс Еверт (4)             | Вірджинія Рузічі       | 6–1, 6–2           |
| 1982      | Кріс Еверт (5)             | Гана Мандлікова        | 6–0, 6–2           |
| 1983      | Андреа Темешварі           | Бонні Гадушек          | 6–1, 6–0           |
| 1984      | Мануела Малеєва            | Кріс Еверт             | 6–3, 6–3           |
| 1985      | Раффаелла Реджі            | Вікі Нелсон-Данбар     | 6–4, 6–4           |
| 1986      | Не проводився              | Не проводився          | Не проводився      |
| 1987      | Штеффі Граф                | Габріела Сабатіні      | 7–5, 4–6, 6–0      |
| 1988      | Габріела Сабатіні          | Гелен Келесі           | 6–1, 6–7(4–7), 6–1 |
| 1989      | Габріела Сабатіні (2)      | Аранча Санчес Вікаріо  | 6–2, 5–7, 6–4      |
| 1990      | Моніка Селеш               | Мартіна Навратілова    | 6–1, 6–1           |
| 1991      | Габріела Сабатіні (3)      | Моніка Селеш           | 6–3, 6–2           |
| 1992      | Габріела Сабатіні (4)      | Моніка Селеш           | 7–5, 6–4           |
| 1993      | Кончіта Мартінес           | Габріела Сабатіні      | 7–5, 6–1           |
| 1994      | Кончіта Мартінес (2)       | Мартіна Навратілова    | 7–6(7–5), 6–4      |
| 1995      | Кончіта Мартінес (3)       | Аранча Санчес Вікаріо  | 6–3, 6–1           |
| 1996      | Кончіта Мартінес (4)       | Мартіна Хінгіс         | 6–2, 6–3           |
| 1997      | Марі П'єрс                 | Кончіта Мартінес       | 6–4, 6–0           |
| 1998      | Мартіна Хінгіс             | Вінус Вільямс          | 6–3, 2–6, 6–3      |
| 1999      | Вінус Вільямс              | Марі П'єрс             | 6–4, 6–2           |
| 2000      | Моніка Селеш (2)           | Амелі Моресмо          | 6–2, 7–6(7–4)      |
| 2001      | Єлена Докич                | Амелі Моресмо          | 7–6(7–3), 6–1      |
| 2002      | Серена Вільямс             | Жустін Енен            | 7–6(8–6), 6–4      |
| 2003      | Кім Клейстерс              | Амелі Моресмо          | 3–6, 7–6(7–3), 6–0 |
| 2004      | Амелі Моресмо              | Дженніфер Капріаті     | 3–6, 6–3, 7–6(8–6) |
| 2005      | Амелі Моресмо (2)          | Патті Шнідер           | 2–6, 6–3, 6–4      |
| 2006      | Мартіна Хінгіс (2)         | Дінара Сафіна          | 6–2, 7–5           |
| 2007      | Єлена Янкович              | Світлана Кузнецова     | 7–5, 6–1           |
| 2008      | Єлена Янкович (2)          | Алізе Корне            | 6–2, 6–2           |
| 2009      | Дінара Сафіна              | Світлана Кузнецова     | 6–3, 6–2           |
| 2010      | Марія Хосе Мартінес Санчес | Єлена Янкович          | 7–6(7–5), 7–5      |
| 2011      | Марія Шарапова             | Саманта Стосур         | 6–2, 6–4           |
| 2012      | Марія Шарапова (2)         | Лі На                  | 4–6, 6–4, 7–6(7–5) |
| 2013      | Серена Вільямс (2)         | Вікторія Азаренко      | 6–1, 6–3           |
| 2014      | Серена Вільямс (3)         | Сара Еррані            | 6–3, 6–0           |
| 2015      | Марія Шарапова (3)         | Карла Суарес Наварро   | 4–6, 7–5, 6–1      |
| 2016      | Серена Вільямс (4)         | Медісон Кіз            | 7–6(7–5), 6–3      |
| 2017      | Еліна Світоліна            | Симона Халеп           | 4–6, 7–5, 6–1      |
| 2018      | Еліна Світоліна (2)        | Симона Халеп           | 6-0, 6–4           |
| 2019      | Кароліна Плішкова          | Джоганна Конта         | 6–3, 6–4           |
| 2020      | Сімона Халеп               | Кароліна Плішкова      | 6–0, 2–1 прип. гру |
| 2021      | Іга Свйонтек               | Кароліна Плішкова      | 6–0, 6–0           |
| 2022      | Іга Свйонтек               | Унс Джабір             | 6–2, 6–2           |
| 2023      | Олена Рибакіна             | Ангеліна Калініна      | 6–4, 1–0 відмова.  |
| 2024      | Іга Свьонтек               | Аріна Соболенко        | 6–2, 6–3           |
| 2025      | Жасмін Паоліні             | Коко Гофф              | 6–4, 6–2           |

### Парний розряд. Чоловіки
| Рік       | Чемпіони                                  | Фіналісти                                        | Рахунок                               |
| --------- | ----------------------------------------- | ------------------------------------------------ | ------------------------------------- |
| 1930      | Вілбур Коен Білл Тілден                   | Умберто де Морпуджо Плачідо Газліні              | 6–0, 6–3, 6–3                         |
| 1931      | Альберто дель Боно Пет Г'юз               | Анрі Коше Андре Мерлен                           | 3–6, 8–6, 4–6, 6–4, 6–3               |
| 1932      | Джорджо де Стефані Пет Г'юз (2)           | Жак Бонте Андре Мерлен                           | 6–2, 6–2, 6–4                         |
| 1933      | жан Лесе Андре Мартен-Леже                | Джованні Палм'єрі Емануеле Сарторіо              | 6–2, 6–4, 6–2                         |
| 1934      | Джованні Палм'єрі Джордж Літтлтон-Роджерс | Пет Г'юз Джорджо де Стефані                      | 3–6, 6–4, 9–7, 0–6, 6–2               |
| 1935      | Джек Кроуфорд Вівіан Макграт              | Жан Боротра Жак Брюньйон                         | 4–6, 4–6, 6–4, 6–2, 6–2               |
| 1936–1949 | Не проводився                             | Не проводився                                    | Не проводився                         |
| 1950      | Білл Талберт Тоні Траберт                 | Бадж Петті Білл Сідвелл                          | 6–3, 6–1, 4–6 ret                     |
| 1951      | Ярослав Дробний Френк Седжмен             | Джованні Кучеллі Марселло Дель Белло             | 6–2, 7–9, 6–1, 6–3                    |
| 1952      | Ярослав Дробний (2) Френк Седжмен (2)     | Джованні Кучеллі Марселло Дель Белло             | 3–6, 7–5, 3–6, 6–3, 6–2               |
| 1953      | Лью Гоуд Кен Роузволл                     | Ярослав Дробний Бадж Петті                       | 6–2, 6–4, 6–2                         |
| 1954      | Ярослав Дробний (3) Енріке Мореа          | Тоні Траберт Вік Сайксес                         | 6–4, 0–6, 3–6, 6–3, 6–4               |
| 1955      | Арт Ларсен Енріке Мореа (2)               | Нікола П'єтранджелі Орландо Сірола               | 6–1, 6–4, 4–6, 7–5                    |
| 1956      | Ярослав Дробний (4) Лью Гоуд (2)          | Нікола П'єтранджелі Орландо Сірола               | 11–9, 6–2, 6–3                        |
| 1957      | Ніл Фрейзер Лью Гоуд (3)                  | Нікола П'єтранджелі Орландо Сірола               | 6–1, 6–8, 6–0, 6–2                    |
| 1958      | Антал Янчо Курт Нільсен                   | Луїс Аяла Дон Кенді                              | 8–10, 6–3, 6–2, 1–6, 9–7              |
| 1959      | Рой Емерсон Ніл Фрейзер (2)               | Нікола П'єтранджелі Орландо Сірола               | 8–6, 6–4, 6–4                         |
| 1960      | Нікола П'єтранджелі Орландо Сірола        | Рой Емерсон Ніл Фрейзер                          | 3–6, 7–5, 2–6, 11–11 ret.             |
| 1961      | Рой Емерсон (2) Ніл Фрейзер (3)           | Нікола П'єтранджелі Орландо Сірола               | 6–2, 6–4, 11–9                        |
| 1962      | Рой Емерсон (3) Ніл Фрейзер (4)           | Кен Флетчер Джон Ньюкомб                         | 6–2, 6–4, 11–9                        |
| 1963      | Боб Г'юїтт Ніл Фрейзер (5)                | Нікола П'єтранджелі Орландо Сірола               | 6–3, 6–3, 6–1                         |
| 1964      | Боб Г'юїтт (2) Ніл Фрейзер (6)            | Тоні Роч Джон Ньюкомб                            | 7–5, 6–3, 3–6, 7–5                    |
| 1965      | Тоні Роч Джон Ньюкомб                     | Роналд Барнз Томас Кош                           | 1–6, 6–4, 2–6, 12–10 ret.             |
| 1966      | Рой Емерсон (4) Фред Столл                | Нікола П'єтранджелі Кліфф Дрісдейл               | 6–4, 12–10, 6–3                       |
| 1967      | Боб Г'юїтт (3) Фрю Макміллан              | Білл Боурі Овен Девідсон                         | 6–3, 2–6, 6–3, 9–7                    |
| 1968      | Том Оккер Марті Ріссен                    | Ніколас Калогеропулос Аллан Стоун                | 6–3, 6–4, 6–2                         |
| 1969      |                                           | Том Оккер Марті Ріссен vs. Джон Ньюкомб Тоні Роч | 4–6, 6–1, припинений (без переможців) |
| 1970      | Іліє Настасе Йон Ціріак                   | Білл Боурі Овен Девідсон                         | 0–6, 10–8, 6–3, 6–8, 6–1              |
| 1971      | Джон Ньюкомб (2) Тоні Роч (2)             | Андрес Хімено Роджер Тейлор                      | 6–4, 6–4                              |
| 1972      | Іліє Настасе (2) Йон Ціріак (2)           | Лью Гоуд Фрю Макміллан                           | 3–6, 3–6, 6–4, 6–3, 5–3, ret.         |
| 1973      | Джон Ньюкомб (3) Том Оккер (2)            | Росс Кейс Джефф Мастерз                          | 6–2, 6–3, 6–4                         |
| 1974      | Браян Готтфрід Рауль Рамірес              | Хуан Хісберт Іліє Настасе                        | 6–3, 6–2, 6–3                         |
| 1975      | Браян Готтфрід (2) Рауль Рамірес (2)      | Джиммі Коннорс Іліє Настасе                      | 6–4, 7–6, 2–6, 6–1                    |
| 1976      | Браян Готтфрід (3) Рауль Рамірес (3)      | Джефф Мастерз Джон Ньюкомб                       | 7–6, 5–7, 6–3, 3–6, 6–3               |
| 1977      | Браян Готтфрід (4) Рауль Рамірес (4)      | Фред Макнеер Шервуд Стюарт                       | 6–7, 7–6, 7–5                         |
| 1978      | Віктор Печчі Белус Прахокс                | Ян Кодеш Томаш Шмід                              | 6–7, 7–6, 6–1                         |
| 1979      | Peter Fleming Томаш Шмід                  | Хосе Луїс Клерк Іліє Настасе                     | 4–6, 6–1, 7–5                         |
| 1980      | Марк Едмондсон Кім Ворвік                 | Балаж Тароці Еліот Телчер                        | 7–6, 7–6                              |
| 1981      | Ганс Гільдемайстер Андрес Гомес           | Брюс Менсон Томаш Шмід                           | 7–5, 6–2                              |
| 1982      | Гайнц Ґюнтгардт Балаж Тароці              | Войцех Фібак Джон Фіцджеральд                    | 6–4, 4–6, 6–3                         |
| 1983      | Франсіско Гонсалес Віктор Печчі (2)       | Ян Гуннарссон Майк Ліч                           | 6–4, 6–2                              |
| 1984      | Кен Флек Роберт Сегусо                    | Джон Александер Майк Ліч                         | 3–6, 6–3, 6–4                         |
| 1985      | Андерс Яррид Матс Віландер                | Кен Флек Роберт Сегусо                           | 4–6, 6–3, 6–2                         |
| 1986      | Гі Форже Яннік Ноа                        | Марк Едмондсон Шервуд Стюарт                     | 7–6, 6–2                              |
| 1987      | Гі Форже (2) Яннік Ноа (2)                | Мілослав Мечирж Томаш Шмід                       | 6–2, 6–7, 6–3                         |
| 1988      | Хорхе Лосано Тодд Вітскен                 | Андерс Яррид Томаш Шмід                          | 6–3, 6–3                              |
| 1989      | Джим Кур'є Піт Сампрас                    | Даніло Марселіно Мауру Менезіс                   | 6–4, 6–3                              |
| 1990      | Серхіо Касаль Еміліо Санчес               | Джим Кур'є Мартін Девіс                          | 7–6, 7–5                              |
| 1991      | Омар Кампорезе Горан Іванишевич           | Люк Єнсен Лорі Вордер                            | 6–2, 6–3                              |
| 1992      | Якоб Гласек Марк Россе                    | Вейн Феррейра Марк Кратцманн                     | 6–4, 3–6, 6–1                         |
| 1993      | Якко Елтінг Паул Гаргейс                  | Вейн Феррейра Марк Кратцманн                     | 6–4, 7–6                              |
| 1994      | Євген Кафельников Давід Рікл              | Вейн Феррейра Хав'єр Санчес                      | 6–1, 7–5                              |
| 1995      | Цирил Сук Даніель Вацек                   | Ян Апелль Йонас Бйоркман                         | 6–3, 6–4                              |
| 1996      | Байрон Блек Грант Коннелл                 | Лібор Пімек Байрон Талбот                        | 6–2, 6–3                              |
| 1997      | Марк Ноулз Деніел Нестор                  | Байрон Блек Алекс О'Браєн                        | 6–3, 4–6, 7–5                         |
| 1998      | Магеш Бгупаті Леандер Паес                | Елліс Феррейра Рік Ліч                           | 6–4, 4–6, 7–6                         |
| 1999      | Елліс Феррейра Рік Ліч                    | David Adams Джон-Лаффньє де Ягер                 | 6–7, 6–1, 6–2                         |
| 2000      | Мартін Дамм Домінік Грбатий               | Вейн Феррейра Євген Кафельников                  | 6–4, 4–6, 6–3                         |
| 2001      | Вейн Феррейра Євген Кафельников (2)       | Деніел Нестор Сендон Столл                       | 6–4, 7–6(7–6)                         |
| 2002      | Мартін Дамм (2) Цирил Сук (2)             | Вейн Блек Кевін Ульєтт                           | 7–5, 7–5                              |
| 2003      | Вейн Артурс Пол Генлі                     | Мікаель Льодра Фабріс Санторо                    | 7–5, 7–6(7–5)                         |
| 2004      | Магеш Бгупаті (2) Максим Мирний           | Вейн Артурс Пол Генлі                            | 1–6, 6–4, 7–6(7–1)                    |
| 2005      | Мікаель Льодра Фабріс Санторо             | Боб Браян Майк Браян                             | 7–5, 6–4                              |
| 2006      | Марк Ноулз (2) Деніел Нестор              | Джонатан Ерліх Енді Рам                          | 4–6, 6–4, [10–6]                      |
| 2007      | Фабріс Санторо (2) Ненад Зімоньїч         | Боб Браян Майк Браян                             | 6–4, 6–7(4–7), [10–7]                 |
| 2008      | Боб Браян Майк Браян                      | Деніел Нестор Ненад Зімоньїч                     | 3–6, 6–4, [10–8]                      |
| 2009      | Деніел Нестор (2) Ненад Зімоньїч (2)      | Боб Браян Майк Браян                             | 7–6(7–5), 6–3                         |
| 2010      | Боб Браян (2) Майк Браян (2)              | Джон Ізнер Сем Кверрі                            | 6–2, 6–3                              |
| 2011      | Джон Ізнер Сем Кверрі                     | Марді Фіш Енді Роддік                            | W/O                                   |
| 2012      | Марсель Гранольєрс Марк Лопес             | Лукаш Кубот Янко Типсаревич                      | 6–3, 6–2                              |
| 2013      | Боб Браян (3) Майк Браян (3)              | Магеш Бгупаті Роган Бопанна                      | 6–2, 6–3                              |
| 2014      | Деніел Нестор (3) Ненад Зімоньїч (3)      | Робін Гаасе Фелісіано Лопес                      | 6–4, 7–6(7–2)                         |
| 2015      | Пабло Куевас Давід Марреро                | Марсель Гранольєрс Марк Лопес                    | 6–4, 7–5                              |
| 2016      | Боб Браян (4) Майк Браян (4)              | Вашек Поспішил Джек Сок                          | 2–6, 6–3, [10–7]                      |
| 2017      | П'єр-Юг Ербер Ніколя Маю                  | Іван Додіг Марсель Гранольєрс                    | 4–6, 6–4, [10–3]                      |
| 2018      | Хуан Себастьян Кабаль Роберт Фара         | Пабло Карреньо Буста Жуан Соуза                  | 3–6, 6–4, [10–4]                      |
| 2019      | Хуан Себастьян Кабаль Роберт Фара         | Равен Класен Майкл Вінус                         | 6-1, 6–3                              |
| 2020      | Марсель Гранольєрс (2) Орасіо Себальйос   | Жеремі Шарді Фабріс Мартен                       | 6–4, 5–7, [10–8]                      |
| 2021      | Нікола Мектич Мате Павич                  | Ражів Рам Джо Солсбері                           | 6–4, 7–6(7–4)                         |
| 2022      | Нікола Мектич (2) Мате Павич (2)          | Джон Ізнер Дієго Шварцман                        | 6–2, 6–7(6–8), [12–10]                |
| 2023      | Юго Нис Ян Зелінський                     | Робін Гаасе Ботік ван де Зандсгулп               | 7–5, 6–1                              |
| 2024      | Марсель Гранольєрс Орасіо Себальйос       | Марсело Аревало Мате Павич                       | 6–2, 6–2                              |
| 2025      | Марсело Аревало Мате Павич                | Садіо Думбія Фаб'єн Ребуль                       | 6–4, 6–7(6–8), [13–11]                |

### Парний розряд. Жінки
| Рік       | Чемпіонки                                    | Фіналістки                                        | Рахунок               |
| --------- | -------------------------------------------- | ------------------------------------------------- | --------------------- |
| 1930      | Лілі Альварес Луча Валеріо                   | Leila-Claude Anet Арлетт Альфф                    | 7–5, 7–5              |
| 1931      | Anna Luzzatti Rosetta Gagliardi Prouse       | Луча Валеріо Дороті Ендрюс                        | 6–3, 1–6, 6–3         |
| 1932      | Колетт Розамбер Лолетт Пайо                  | Луча Валеріо Дороті Ендрюс                        | 7–5, 6–3              |
| 1933      | Іда Адамофф Дороті Ендрюс                    | Елізабет Раян Луча Валеріо                        | 6–3, 1–6, 6–4         |
| 1934      | Гелен Джейкобс Елізабет Раян                 | Іда Адамофф Дороті Ендрюс                         | 7–5, 9–7              |
| 1935      | Евелін Дірман Ненсі Лайл                     | Сіллі Оссем Елізабет Раян                         | 6–2, 6–4              |
| 1936–1949 | Не проводився                                | Не проводився                                     | Не проводився         |
| 1950      | Джин Кертієр Джин Вокер-Сміт                 | Бетті Гілтон Кей Такі                             | 1–6, 6–3, 6–2         |
| 1951      | Ширлі Фрай Доріс Гарт                        | Луїз Браф Телма Койн-Лонґ                         | 6–1, 7–5              |
| 1952      | Нелл Голл-Гопман Телма Койн-Лонґ             | Nicla Migliori Vittoria Tonolli                   | 6–2, 6–8, 6–3         |
| 1953      | Морін Конноллі Джулія Семпсон-Гейворд        | Ширлі Фрай Доріс Гарт                             | 6–8, 6–4, 6–4         |
| 1954      | Elaine Watson Патріша Ворд Гейлс             | Неллі Ландрі Жінетт Бюкай                         | 3–6, 6–3, 6–4         |
| 1955      | Крістіан Мерселіс Патріша Ворд Гейлс (2)     | Фей Мюллер Берил Пенроуз                          | 6–4, 10–8             |
| 1956      | Телма Койн-Лонґ (2) Мері Говтон              | Дарлін Гард Анджела Бакстон                       | 6–4, 6–8, 9–7         |
| 1957      | Телма Койн-Лонґ (3) Мері Говтон (2)          | Росі Реєс Йола Рамірес                            | 6–1, 6–1              |
| 1958      | Ширлі Брешер Крістін Труман                  | Телма Койн-Лонґ Мері Говтон                       | 6–3, 6–2              |
| 1959      | Росі Реєс Йола Рамірес                       | Марія Буено Дженет Гоппс Едкіссон                 | 4–6, 6–4, 6–4         |
| 1960      | Марґарет Геллієр Йола Рамірес (2)            | Ширлі Брешер Енн Джонс                            | 6–4, 6–4              |
| 1961      | Джен Легейн Леслі Тернер Боурі               | Маргарет Корт Мері Картер-Рейтано                 | 2–6, 6–1, 6–1         |
| 1962      | Марія Буено Дарлін Гард                      | Сільвана Лаццаріно Леа Періколі                   | 6–4, 6–4              |
| 1963      | Маргарет Корт Робін Ебберн                   | Сільвана Лаццаріно Леа Періколі                   | 6–2, 6–3              |
| 1964      | Маргарет Корт (2) Леслі Тернер Боурі (2)     | Сільвана Лаццаріно Леа Періколі                   | 6–1, 6–2              |
| 1965      | Мадонна Шакт Аннетт ван Зіль                 | Сільвана Лаццаріно Леа Періколі                   | 2–6, 6–2, 12–10       |
| 1966      | Норма Байлон Аннетт ван Зіль (2)             | Енн Джонс Ліз Старкі                              | 6–3, 1–6, 6–2         |
| 1967      | Розмарі Касалс Леслі Тернер Боурі (3)        | Сільвана Лаццаріно Леа Періколі                   | 7–5, 7–5              |
| 1968      | Маргарет Сміт Корт Вірджинія Вейд            | Аннетт ван Зіль Патрісія Вокден                   | 6–2, 7–5              |
| 1969      | Франсуаза Дюрр Енн Гейдон-Джонс              | Розмарі Касалс Біллі Джин Кінг                    | 6–3, 3–6, 6–2         |
| 1970      | Розмарі Касалс Біллі Джин Кінг               | Франсуаза Дюрр Вірджинія Вейд                     | 6–2, 3–6, 9–7         |
| 1971      | Гельга Мастгофф Вірджинія Вейд (2)           | Леслі Тернер Гелен Гурлей                         | 5–7, 6–2, 6–2         |
| 1972      | Леслі Гант Ольга Морозова                    | Гейл Шеріфф Шанфро Розальба Відо                  | 6–3, 6–4              |
| 1973      | Ольга Морозова (2) Вірджинія Вейд (3)        | Мартіна Навратілова Рената Томанова               | 3–6, 6–2, 7–5         |
| 1974      | Кріс Еверт Ольга Морозова (3)                | Гельга Мастгофф Гайде Орт                         | Ret.                  |
| 1975      | Кріс Еверт (2) Мартіна Навратілова           | Сью Баркер Глініс Коулс                           | 6–1, 6–2              |
| 1976      | Лінкі Бошофф Ілана Клосс                     | Вірджинія Рузічі Маріана Сіміонеску               | 6–1, 6–2              |
| 1977      | Брігітт Куйперс Маріс Крюгер                 | Банні Бранінг Шерон Волш                          | 3–6, 7–5, 6–2         |
| 1978      | Міма Яушовець Вірджинія Рузічі               | Флоренца Міхай Бетсі Нагелсен                     | 6–2, 2–6, 7–6         |
| 1979      | Бетті Стеве Рената Томанова                  | Івонн Гулагонг Керрі Рід                          | 6–3, 6–4              |
| 1980      | Гана Мандлікова Рената Томанова (2)          | Іванна Мадруга Адріана Віллагран                  | 6–4, 6–4              |
| 1981      | Кенді Рейнолдс Пола Сміт                     | Кріс Еверт-Ллойд Вірджинія Рузічі                 | 7–5, 6–1              |
| 1982      | Кетлін Горват Івонн Вермак                   | Біллі Джин Кінг Ілана Клосс                       | 2–6, 6–4, 7–6         |
| 1983      | Вірджинія Рузічі (2) Вірджинія Вейд (4)      | Іванна Мадруга Катрін Танв'є                      | 6–3, 2–6, 6–1         |
| 1984      | Іва Бударжова Гелена Сукова                  | Кетлін Горват Вірджинія Рузічі                    | 7–6(7–5), 1–6, 6–4    |
| 1985      | Сандра Чеккіні Раффаелла Реджі               | Патріція Мурго Барбара Романо                     | 1–6, 6–4, 6–3         |
| 1986      | Не проводився                                | Не проводився                                     | Не проводився         |
| 1987      | Мартіна Навратілова (2) Габріела Сабатіні    | Клаудія Коде-Кільш Гелена Сукова                  | 6–4, 6–1              |
| 1988      | Яна Новотна Катрін Сюїр                      | Дженні Бірн Дженін Томпсон                        | 6–3, 4–6, 7–5         |
| 1989      | Елізабет Смайлі Дженін Томпсон               | Манон Боллеграф Мерседес Пас                      | 6–4, 6–3              |
| 1990      | Гелен Келесі Моніка Селеш                    | Лаура Гарроне Лаура Голарса                       | 6–3, 6–4              |
| 1991      | Дженніфер Капріаті Моніка Селеш (2)          | Ніколь Брадтке Елна Рейнах                        | 7–5, 6–2              |
| 1992      | Моніка Селеш (3) Гелена Сукова (2)           | Катарина Малеєва Барбара Ріттнер                  | 6–1, 6–2              |
| 1993      | Яна Новотна Аранча Санчес Вікаріо            | Мері Джо Фернандес Зіна Гаррісон-Джексон          | 6–4, 6–2              |
| 1994      | Джиджі Фернандес Наташа Звєрєва              | Габріела Сабатіні Бренда Шульц-Маккарті           | 6–1, 6–3              |
| 1995      | Джиджі Фернандес (2) Наташа Звєрєва (2)      | Кончіта Мартінес Патрісія Тарабіні                | 4–6, 7–6(7–3), 6–4    |
| 1996      | Аранча Санчес Вікаріо (2) Іріна Спирля       | Джиджі Фернандес Мартіна Хінгіс                   | 6–4, 3–6, 6–3         |
| 1997      | Ніколь Арендт Манон Боллеграф                | Кончіта Мартінес Патрісія Тарабіні                | 6–2, 6–4              |
| 1998      | Вірхінія Руано Паскуаль Паола Суарес         | Аманда Кетцер Аранча Санчес Вікаріо               | 7–6(7–1), 6–4         |
| 1999      | Мартіна Хінгіс Анна Курнікова                | Александра Фусаї Наталі Тозья                     | 6–2, 6–2              |
| 2000      | Ліза Реймонд Ренне Стаббс                    | Аранча Санчес Вікаріо Магі Серна                  | 6–3, 4–6, 6–2         |
| 2001      | Кара Блек Олена Лиховцева                    | Паола Суарес Патрісія Тарабіні                    | 6–1, 6–1              |
| 2002      | Вірхінія Руано Паскуаль (2) Паола Суарес (2) | Кончіта Мартінес Патрісія Тарабіні                | 6–3, 6–4              |
| 2003      | Світлана Кузнецова Мартіна Навратілова (3)   | Єлена Докич Надія Петрова                         | 6–4, 5–7, 6–2         |
| 2004      | Надія Петрова Меган Шонессі                  | Вірхінія Руано Паскуаль Паола Суарес              | 2–6, 6–3, 6–3         |
| 2005      | Кара Блек (2) Лізель Губер                   | Марія Кириленко Анабель Медіна Гаррігес           | 6–0, 4–6, 6–1         |
| 2006      | Даніела Гантухова Ай Суґіяма                 | Квета Пешке Франческа Ск'явоне                    | 3–6, 6–3, 6–1         |
| 2007      | Наталі Деші Мара Сантанджело                 | Татьяна Гарбін Роберта Вінчі                      | 6–4, 6–1              |
| 2008      | Чжань Юнжань Чжуан Цзяжун                    | Івета Бенешова Жанетта Гусарова                   | 7–6(7–5), 6–3         |
| 2009      | Сє Шувей Пен Шуай                            | Даніела Гантухова Ай Суґіяма                      | 7–5, 7–6(7–5)         |
| 2010      | Хісела Дулко Флавія Пеннетта                 | Нурія Льягостера Вівес Марія Хосе Мартінес Санчес | 6–4, 6–2              |
| 2011      | Пен Шуай (2) Чжен Цзє                        | Ваня Кінґ Ярослава Шведова                        | 6–2, 6–3              |
| 2012      | Сара Еррані Роберта Вінчі                    | Катерина Макарова Олена Весніна                   | 6–2, 7–5              |
| 2013      | Сє Шувей (2) Пен Шуай (3)                    | Сара Еррані Роберта Вінчі                         | 4–6, 6–3, [10–8]      |
| 2014      | Квета Пешке Катарина Среботнік               | Сара Еррані Роберта Вінчі                         | 4–0, ret.             |
| 2015      | Тімеа Бабош Крістіна Младенович              | Мартіна Хінгіс Саня Мірза                         | 6–4, 6–3              |
| 2016      | Мартіна Хінгіс (2) Саня Мірза                | Катерина Макарова Олена Весніна                   | 6–1, 6–7(5–7), [10–3] |
| 2017      | Мартіна Хінгіс (3) Чжань Юнжань (2)          | Катерина Макарова Олена Весніна                   | 7–5, 7–6(7–4)         |
| 2018      | Ешлі Барті Демі Схюрс                        | Андреа Сестіні Главачкова Барбора Стрицова        | 6–3, 6–4              |
| 2019      | Вікторія Азаренко Ешлі Барті (2)             | Анна-Лена Гренефельд Демі Схурс                   | 4–6, 6–0, [10–3]      |
| 2020      | Сє Шувей (3) Барбора Стрицова                | Анна-Лена Фрідзам Ралука Олару                    | 6–2, 6–2              |
| 2021      | Шерон Фічман Джуліана Олмос                  | Крістіна Младенович Маркета Вондроушова           | 4–6, 7–5, [10–5]      |
| 2022      | Вероніка Кудерметова Анастасія Павлюченкова  | Габріела Дабровскі Джуліана Ольмос                | 1–6, 6–4, [10–7]      |
| 2023      | Сторм Гантер Елісе Мертенс                   | Корі Гофф Джессіка Пегула                         | 6–4, 6–4              |
| 2024      | Сара Еррані Жасмін Паоліні                   | Корі Гофф Ерін Рутліфф                            | 6–3, 4–6, [10–8]      |
| 2025      | Сара Еррані Жасмін Паоліні                   | Вероніка Кудерметова Елісе Мертенс                | 6–4, 7–5              |

## Рекорди

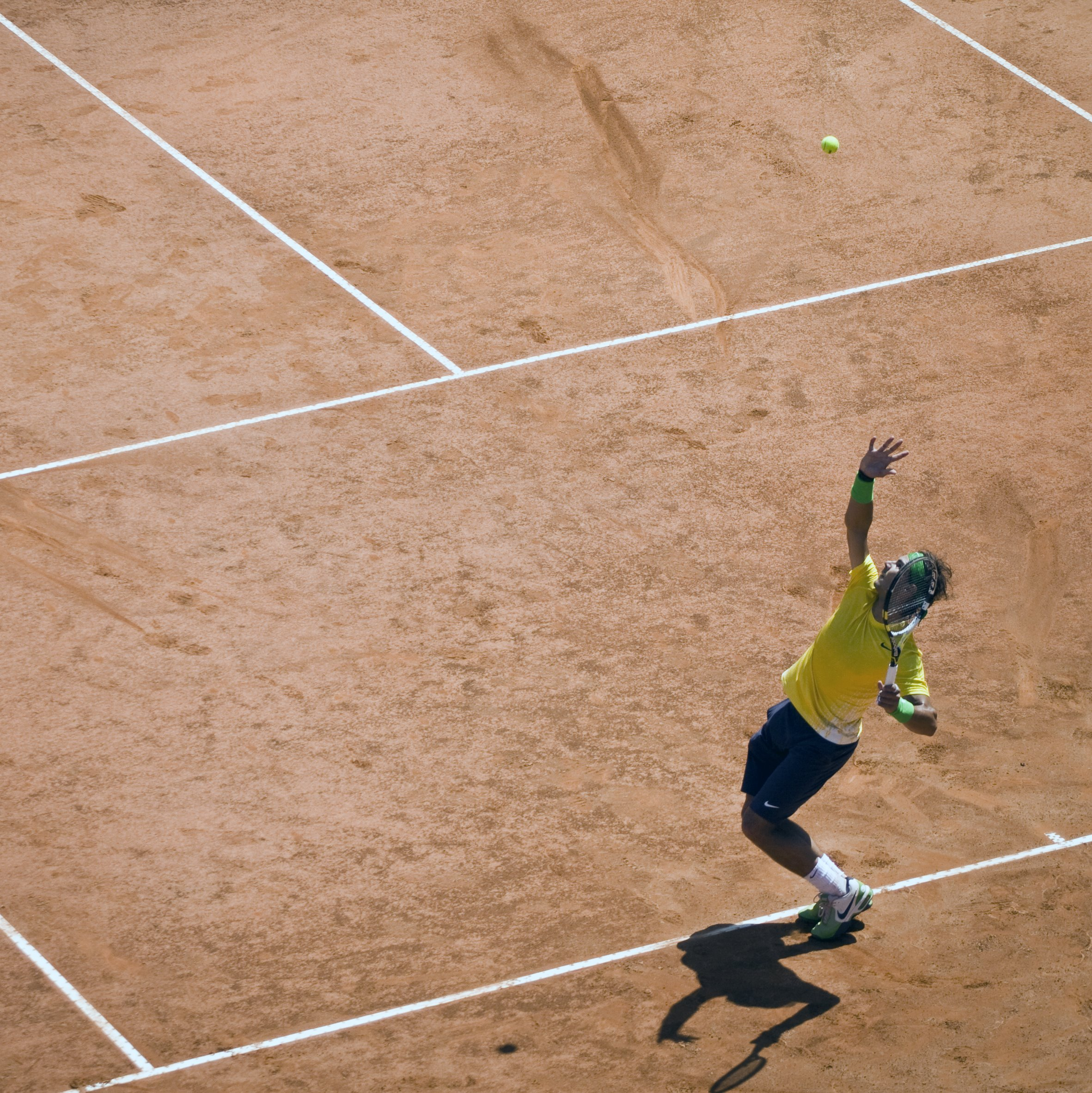
Рафаель Надаль на турнірі 2011 року. Надаль виграв Italian Open в одиночному розряді рекордні десять разів.

Джерело: The Tennis Base 

### Чоловіки
- Найбільш титулів:  Рафаель Надаль (10 титулів)
- Найбільш фіналів:  Рафаель Надаль (12 фіналів)
- Найбільш титулів підряд:  Рафаель Надаль (3 титули) (2005–07)
- Найбільш фіналів підряд:  Рафаель Надаль (6 фіналів) (2009–14)
- Найбільш зіграних матчів:  Нікола П'єтранджелі (72)
- Найбільш виграних матчів:  Рафаель Надаль (61)
- Найбільш виграних матчів підряд:  Рафаель Надаль (17)
- Найбільша кількість зіграних турнірів:  Нікола П'єтранджелі (22)
- Найкращий відсоток перемог %:  Бйорн Борг і  Род Лейвер, 93.75%
- Найстарший чемпіон:  Білл Тілден, 38р 2м і 18д (1930)
- Наймолодший чемпіон:  Бйорн Борг, 17р 11м і 2д (1974)
- Найдовший фінал:  Рафаель Надаль —  Роджер Федерер, 6–7(7–9), 7–6(7–5), 6–4, 2–6, 7–6(7–5) (57 геймів) (2006)
- Найкоротший фінал:  Рафаель Надаль —  Роджер Федерер, 6–1, 6–3 (16 геймів) (2013)

### Жінки
- Найбільш титулів:  Кріс Еверт (5 титулів)
- Найбільш фіналів:  Кріс Еверт (7 фіналів)
- Найбільш титулів підряд:  Кончіта Мартінес (4 титули) (1993–96)
- Найбільш фіналів підряд:  Кончіта Мартінес (5 фіналів) (1993–97)

## Нотатки
1. ↑  Фінал перервали через погане освітлення і останній сет відбувся 15 вересня в Х'юстоні (Техас, США).